# Frans Hens
Frans Hens (Antwerpen, 1 augustus 1856 - aldaar, 11 mei 1928) was een Belgisch postimpressionistisch kunstschilder, tekenaar, aquarellist, graficus. Hij is vooral bekend als Scheldeschilder. Hij was tevens een pionier van de Afrikaanse kunst.

## Levensloop

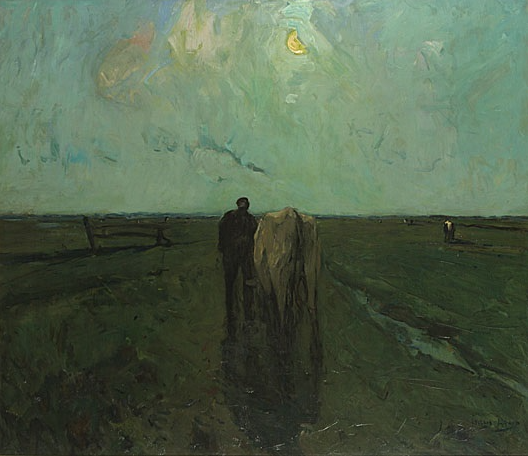
Avondlandschap met koe

Hij kreeg in 1872 zijn opleiding aan de Academie te Antwerpen onder leiding van Jacob Jacobs (1812-1879). Hij vertrok in 1873 naar Amerika, maar kwam reeds terug in 1874.
Hij ging zich nadien verder vervolmaken aan de Academie te Antwerpen. Hij geraakte bevriend met Theodoor Verstraete, die, als een der betere gangmakers van het Belgische postimpressionisme, een zekere invloed zou hebben op de stijl van Frans Hens. Hij was ook een goede vriend van Emile Claus, die hij regelmatig zag op de plaatselijke tentoonstellingen van de Cercle Artistique van Antwerpen en met wie hij open en innoverende discussies had over de kunst, het leven en de realiteit.
Blijkbaar was Frans Hens wat avontuurlijk aangelegd, want hij werkte een tijd als circusacrobaat in Duitsland. In 1886 reisde hij als eerste Belgische kunstenaar naar de Congo-Vrijstaat, het privé-eigendom van koning Leopold II. Hij geraakte er onder de indruk van de Afrikaanse kunst. In de periode 1887-1888 maakte hij een tweede reis naar Congo. Hij had tevergeefs gezocht naar sponsors of een bijdrage van de Belgische Staat en had deze reizen volledig moeten maken op eigen kosten. Hij reisde doorheen Bas-Congo (het huidige Kongo-Central) tot aan het land van de Bangala, de stam die bovenstrooms langs de Kongostroom woonde. Hij schilderde landschappen langs de Kongostroom waarbij hij trachtte het verstrooid licht van het zonnig landschap weer te geven.
Hij exposeerde hierna zijn werken, die hij op deze reizen had gemaakt, in Antwerpen en Brussel in december 1889 en april 1900. Men kan gerust beweren dat hij de pionier was van de Belgische schilderkunst in Congo-Vrijstaat. In zijn latere werk toonde Hens een grotere sociale bewustwording, vooral in zijn werken over Congo. Op de grote Congo-tentoonstellingen van de wereldtentoonstellingen van 1894 en 1897 werd hij echter volledig over het hoofd gezien. Hij keerde niet meer terug naar Congo en legde zich voortaan toe op het schilderen van landschappen en marines langs de Schelde.
In 1897 werkte Hens met kunstschilder Eugène Broerman mee aan het project voor een Panorama van Congo, bedoeld voor de tentoonstelling van 1897 te Tervuren. Ze stichtten daartoe de Société de nom collectif Hens et Broerman. Het project werd echter nooit gerealiseerd.

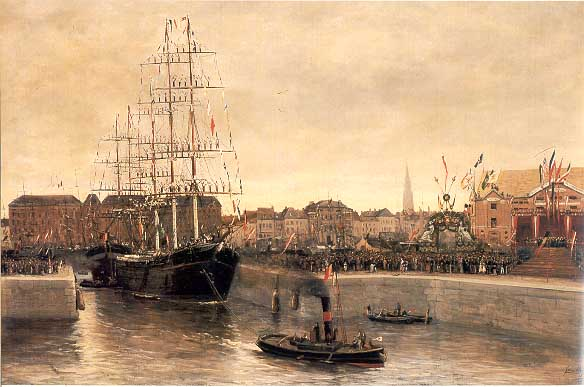
Inhuldiging van het Verbindingsdok te Antwerpen

Hij werd lid van de artistieke kringen Pour l'Art en Weest U Zelve en stichtend lid met Théo Verstraete en Émile Claus.van De XIII (1891) en van Kunst van Heden (1905).
Frans Hens was leraar aan het Nationaal Hoger Instituut voor Schone Kunsten te Antwerpen van 1919 tot 1923. Zijn leerling Jozef Vinck beschreef hem als een zeer vooruitstrevend en een goed schilder Andere leerlingen waren de postimpressionistische landschapschilder Victor Thonet (1885-1952) en John Michaux (1876-1956). Ter gelegenheid van zijn afscheid als leraar richtte Frans Hens een grote expositie in van zijn werk en van zijn leerlingen in de ruime Stedelijke Feestzaal.
Hens was gehuwd met Claire Jeanne Aerts. Hij werd begraven op het kerkhof Schoonselhof.

## Oeuvre
Frans Hens zocht zijn inspiratie voor zijn werken langs de Schelde, in de Kempen, de Polders en aan zee. De havenschilderkunst werd aanvaard als een zelfstandige genre die, naast Frans Hens, verschillende prominente vertegenwoordigers had: Richard Baseleer, Romain Steppe, Eugeen Van Mieghem en Kurt Peiser.
Globaal gezien kan men het werk van Frans Hens omschrijven als eerder melancholisch met vele gezichten bij mist, regen of valavond, rijk aan nuances en atmosfeer.
Hij behoorde, hoewel misschien niet als een officieel lid, samen met Florent Crabeels, Henry Van de Velde, Isidore Meyers, Isidoor Verheyden, Jules Schmalzigaug, Frans Van Leemputten, Theodoor Verstraete, Richard Baseleer, Alfred Hazledine, Adriaan Jozef Heymans en Jaak Rosseels tot de Wechelse Schildersschool. Deze kunstenaars kwamen samen in het gasthof "In Den Keyser", waar zij konden beschikken over een atelier. Zij hadden, in een persoonlijke en expressieve vorm, een realistische focus op het Kempense landschap met een grote liefde voor detail en een gevoel voor sfeer.

## Musea

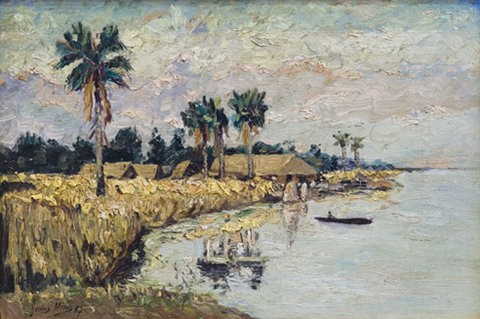
Het eiland Maté, Congo-Vrijstaat

Zijn werken zijn tentoongesteld in de musea van Aarlen, Antwerpen (Koninklijk Museum voor Schone Kunsten), Brussel, Gent (Museum voor Schone Kunsten) en Tervuren (Koninklijk Museum voor Midden-Afrika).
Er werd in de Antwerpse wijk Kiel een straat naar hem genoemd.
In 1956 werd door R. Hens het schilderij "Landschap in Neder-Congo" en aantal documenten geschonken aan het archief van het Afrikamuseum in Tervuren.